# Bułgaria na Zimowych Igrzyskach Olimpijskich 1980
Bułgarię na Zimowych Igrzyskach Olimpijskich 1980 reprezentowało ośmiu zawodników.

## Zdobyte medale
| Medal | Zawodnik     | Dyscyplina        | Konkurencja   |
| ----- | ------------ | ----------------- | ------------- |
| Brąz  | Iwan Lebanow | Biegi narciarskie | bieg na 30 km |

## Skład kadry

### Biathlon
Mężczyźni
| Zawodnik            | Konkurencja   | czas biegu | Kary  | Łączny czas | Pozycja |
| ------------------- | ------------- | ---------- | ----- | ----------- | ------- |
| Władimir Wieliczkow | Bieg na 20 km | 1:09:57,24 | 18:00 | 1:27:57,24  | 43.     |
| Jurij Mitjew        | Bieg na 20 km | 1:11:58,06 | 10:00 | 1:21:58,06  | 40.     |
| Jurij Mitjew        | Bieg na 10 km | 37:23,95   | 4     | 37:23,59    | 36.     |
| Władimir Wieliczkow | Bieg na 10 km | 37:10,71   | 5     | 37:10,71    | 34.     |

### Biegi narciarskie
Mężczyźni
| Zawodnik         | Konkurencja   | czas                  | Pozycja               |
| ---------------- | ------------- | --------------------- | --------------------- |
| Iwan Lebanow     | Bieg na 15 km | 43:37,32              | 15.                   |
| Christo Barzanow | Bieg na 15 km | 45:05,21              | 38.                   |
| Iwan Lebanow     | Bieg na 30 km | 1:28:03,87            | brąz                  |
| Christo Barzanow | Bieg na 30 km | 1:32:03,49            | 23.                   |
| Christo Barzanow | Bieg na 50 km | Nie stanął na starcie | Nie stanął na starcie |

### Narciarstwo alpejskie
Mężczyźni
| Zawodnik         | Konkurencja | Konkurencja | Konkurencja       | Konkurencja       | Konkurencja   | Konkurencja   | Konkurencja       | Konkurencja       | Konkurencja      | Konkurencja      |
| Zawodnik         | Zjazd       | Zjazd       | Slalom gigant     | Slalom gigant     | Slalom gigant | Slalom gigant | Slalom specjalny  | Slalom specjalny  | Slalom specjalny | Slalom specjalny |
| Zawodnik         | Czas        | Pozycja     | Czas 1. przejazdu | Czas 2. przejazdu | Czas łączny   | Pozycje       | Czas 1. przejazdu | Czas 2. przejazdu | Czas łączny      | Pozycja          |
| ---------------- | ----------- | ----------- | ----------------- | ----------------- | ------------- | ------------- | ----------------- | ----------------- | ---------------- | ---------------- |
| Petyr Popangełow |             |             | 1:23,80           | 1:24,32           | 2:48,12       | 27.           | 54,84             | 50,56             | 1:45,40          | 6.               |
| Liudmił Tonczew  |             |             | 1:23,73           | 1:25,09           | 2:48,82       | 30.           | 56,85             | 53,38             | 1:50,23          | 17.              |
| Mitko Chadżijew  |             |             | 1:25,27           | 1:25,15           | 2:50,42       | 31.           | 57,34             | 54,04             | 1:51,38          | 21.              |
| Christo Angełow  |             |             | 1:25,97           | 1:26,81           | 2:52,78       | 32.           | 57,03             | 53,48             | 1:50,51          | 19.              |